# Kazım Karabekir體育場
Kazım Karabekir體育場(土耳其語：Kazım Karabekir Stadyumu)是一座位於土耳其埃爾祖魯姆的綜合性體育場。體育場可以容納23,700。
體育場名稱於2012年8月10日改為Kazim Karabekir體育場。